# Campionati europei di 470 2025
I Campionati europei di 470 2025 si sono svolti a Spalato, in Croazia, dal 12 al 17 maggio 2025.

## Podi
| Evento    | Oro                               | Argento                                   | Bronzo                                 |
| 470 Misto | Spagna Jordi Xammar Marta Cardona | Regno Unito Martin Wrigley Bettine Harris | Francia Matisse Pacaud Lucie de Gennes |

## Medagliere
| Posiz. | Nazione     | Oro | Argento | Bronzo | Totale |
| ------ | ----------- | --- | ------- | ------ | ------ |
| 1      | Spagna      | 1   | 0       | 0      | 1      |
| 2      | Regno Unito | 0   | 1       | 0      | 1      |
| 3      | Francia     | 0   | 0       | 1      | 1      |
| Totale | Totale      | 2   | 2       | 2      | 6      |